# ریس کویرو
ریس کویرو(به انگلیسی: Rhys J. Coiro)(زاده ۱۲ مارس ۱۹۷۹) بازیگر، آمریکایی است.
از فیلم‌های او می‌توان به سگ‌های پوشالی، شیادان، لیلیهامر، زندگی اتفاق می‌افتد، سرسره برقی، یک‌طرفه و بچه‌ننه اشاره نمود.